# FA Cup 2008/09
Der FA Cup 2008/09 war die 128. Austragung des weltweit ältesten Fußballpokalturniers; The Football Association Challenge Cup, oder kurz FA Cup. Diese Pokalsaison startete mit der Rekordzahl von 762 Vereinen; nach der Auslosung aber noch vor dem Start wurde der Verein South Normanton Athletic aufgelöst. So starteten 761 Teams in den Wettbewerb. Weitere zwei Mannschaften, Brierley Hill & Withymoor sowie der FC Stapenhill stiegen in den ersten Runden aus, deren Gegner hatten somit ein Freilos in die nächste Runde. Der Sieger dieser Austragung war der FC Chelsea.
Der Pokalwettbewerb endete mit dem Finale im Wembley-Stadion, London am 30. Mai 2009. In dieser Saison gab es einen neuen Fernsehvertrag für den Pokalwettbewerb. Die Übertragungsrechte gingen im August 2008 von BBC Sport und Sky Sports an ITV und Setanta Sports über.

## Kalender
| Runde                              | Datum                         | Spiele | Vereine   | Neueinstiege   | Prämien                                  | Spieler der Runde                |
| ---------------------------------- | ----------------------------- | ------ | --------- | -------------- | ---------------------------------------- | -------------------------------- |
| Extra Vorrunde                     | 16. August 2008               | 203    | 761 → 558 | 406: 356.–761. | £750                                     | keiner                           |
| Vorrunde                           | 30. August 2008               | 166    | 558 → 392 | 129: 227.–355. | £1.500                                   | keiner                           |
| Erste Qualifikationsrunde          | 13. September 2008            | 116    | 392 → 276 | 66: 161.–226.  | £3.000                                   | Derren Ibrahim (FC Dartford)     |
| Zweite Qualifikationsrunde         | 27. September 2008            | 80     | 276 → 196 | 44: 117.–160.  | £4.500                                   | Dean Lodge (FC Kingstonian)      |
| Dritte Qualifikationsrunde         | 11. Oktober 2008              | 40     | 196 → 156 | keine          | £7.500                                   | Craig Davis (FC Eastleigh)       |
| Vierte Qualifikationsrunde         | 25. Oktober 2008              | 32     | 156 → 124 | 24: 93.–116.   | £12.500                                  | Sam Hatton (AFC Wimbledon)       |
| Erste Hauptrunde                   | 8. November 2008              | 40     | 124 → 84  | 48: 45.–92.    | £20.000                                  | Jon Adams (AFC Telford United)   |
| Zweite Hauptrunde                  | 29. November 2008             | 20     | 84 → 64   | keine          | £30.000                                  | Lindon Meikle (Eastwood Town)    |
| Dritte Hauptrunde                  | 3. Januar 2009                | 32     | 64 → 32   | 44: 1.–44.     | £75.000                                  | Nathan Tyson (Nottingham Forest) |
| Vierte Hauptrunde                  | 24. Januar 2009               | 16     | 32 → 16   | keine          | £100.000                                 | Scott Parker (West Ham United)   |
| Fünfte Hauptrunde                  | 14. Februar 2009              | 8      | 16 → 8    | keine          | £200.000                                 | Mikel Arteta (FC Everton)        |
| Sechste Hauptrunde (Viertelfinale) | 7. März 2009                  | 4      | 8 → 4     | keine          | £400.000                                 | Robin van Persie FC Arsenal      |
| Halbfinale                         | 18. April 2009 19. April 2009 | 2      | 4 → 2     | keine          | Sieger: £1.000.000 Verlierer: £500.000   | Phil Jagielka FC Everton         |
| Finale                             | 30. Mai 2009                  | 1      | 2 → 1     | keine          | Sieger: £2.000.000 Verlierer: £1.000.000 |                                  |

## Modus
Kompletter Überblick bei: FA Cup
Der FA Cup wird in Runden ausgespielt. Teilnehmen kann jede Mannschaft, die ein bestimmtes Leistungsniveau hat und ein angemessenes Spielfeld besitzt. Gespielt wird i. d. R. nur mit einem Hinspiel. Bei unentschieden findet ein Rückspiel statt. Endet das Rückspiel ebenfalls unentschieden geht das Spiel in Verlängerung bzw. Elfmeterschießen. Dieser Modus geht bis zur sechsten Hauptrunde. Ab dem Halbfinale gibt es nur ein Spiel ggf. mit Verlängerung und Elfmeterschießen.
Einige Mannschaften sind von bestimmten Runden freigestellt:
- In der zweiten Qualifikationsrunde kommen die Mannschaften der Conference North/South (6. Spielklasse des englischen Ligabetriebes) hinzu.
- In der vierten Qualifikationsrunde kommen die Mannschaften der Conference National (5. Spielklasse des englischen Ligabetriebes) hinzu.
- In der ersten Hauptrunde kommen die Mannschaften der League 1 und 2 der Football League (3. und 4. Spielklasse des englischen Ligabetriebes) hinzu.
- In der dritten Hauptrunde am ersten Januarwochenende kommen die Mannschaften des Football League Championship (2. Spielklasse des englischen Ligabetriebes) und der Premier League (1. Spielklasse des englischen Ligabetriebes) hinzu

Das Finale wie auch die beiden Halbfinalspiele finden im Londoner Wembley-Stadion statt.
Jeder Sieger erhält eine Prämie aus den Fernsehgeldern, die nach Runde gestaffelt ist.

## Hauptrunde

### Erste Hauptrunde
In der ersten Hauptrunde treten die jeweils 24 Mannschaften der Football League One bzw. Two in den Wettbewerb ein.
Die Auslosung fand am 26. Oktober 2008 statt. Die Spiele wurden am Wochenende vom 7. und 9. November 2008 ausgetragen.
|                        | Ergebnis |                      | Zuschauer |
| ---------------------- | -------- | -------------------- | --------- |
| Colchester United      | 0:1      | Leyton Orient        | 4.000     |
| Havant & Waterlooville | 0:3      | FC Brentford         | 1.631     |
| Blyth Spartans         | 3:1      | Shrewsbury Town      | 2.742     |
| Sutton United          | 0:1      | Notts County         | 2.041     |
| Torquay United         | 2:0      | Evesham United       | 2.275     |
| Oxford United          | 0:0      | Dorchester Town      | 3.196     |
| FC Bury                | 0:1      | FC Gillingham        | 2.161     |
| AFC Wimbledon          | 1:4      | Wycombe Wanderers    | 4.528     |
| Chester City           | 0:3      | FC Millwall          | 1.932     |
| Carlisle United        | 1:1      | Grays Athletic       | 5.180     |
| Team Bath              | 0:1      | Forest Green Rovers  | 906       |
| Eastbourne Borough     | 0:0      | AFC Barrow           | 1.216     |
| AFC Hornchurch         | 0:1      | Peterborough United  | 3.000     |
| Yeovil Town            | 1:1      | Stockport County     | 3.582     |
| FC Leiston             | 0:0      | Fleetwood Town       | 1.250     |
| Accrington Stanley     | 0:0      | Tranmere Rovers      | 2.126     |
| FC Walsall             | 1:3      | Scunthorpe United    | 2.318     |
| AFC Bournemouth        | 1:0      | Bristol Rovers       | 3.935     |
| Brighton & Hove Albion | 3:3      | Hartlepool United    | 2.545     |
| Aldershot Town         | 1:1      | Rotherham United     | 2.632     |
| FC Morecambe           | 2:1      | Grimsby Town         | 1.713     |
| Huddersfield Town      | 3:4      | Port Vale            | 6.942     |
| Alfreton Town          | 4:2      | Bury Town            | 1.060     |
| Kidderminster Harriers | 1:0      | Cambridge United     | 1.717     |
| Leicester City         | 3:0      | Stevenage Borough    | 7.586     |
| Milton Keynes Dons     | 1:2      | Bradford City        | 5.542     |
| FC Darlington          | 1:2      | FC Droylsden         | 2.479     |
| FC Chesterfield        | 3:1      | Mansfield Town       | 6.612     |
| AFC Telford United     | 2:2      | Southend United      | 3.631     |
| Curzon Ashton          | 3:2      | Exeter City          | 1.259     |
| FC Histon              | 1:0      | Swindon Town         | 1.541     |
| Kettering Town         | 1:1      | Lincoln City F.C.    | 3.314     |
| FC Barnet              | 1:1      | AFC Rochdale         | 1.782     |
| Hereford United        | 0:0      | Dagenham & Redbridge | 1.825     |
| Cheltenham Town        | 2:2      | Oldham Athletic      | 2.585     |
| Luton Town             | 0:0      | FC Altrincham        | 3.200     |
| Crewe Alexandra        | 1:0      | Ebbsfleet United     | 2.593     |
| Eastwood Town          | 2:1      | Brackley Town        | 960       |
| Leeds United           | 1:1      | Northampton Town     | 9.531     |
| Harlow Town            | 0:2      | Macclesfield Town    | 2.149     |

Wiederholungsspiel
|                      | Ergebnis              |                        | Zuschauer |
| -------------------- | --------------------- | ---------------------- | --------- |
| Dorchester Town      | 1:3 n.V.              | Oxford United          | 1.474     |
| Grays Athletic       | 0:2                   | Carlisle United        | 1.217     |
| AFC Barrow           | 4:0                   | Eastbourne Borough     | 2.131     |
| Stockport County     | 5:0                   | Yeovil Town            | 3.260     |
| Fleetwood Town       | 2:0                   | FC Leiston             | 2.010     |
| Tranmere Rovers      | 1:0                   | Accrington Stanley     | 2.560     |
| Hartlepool United    | 2:1                   | Brighton & Hove Albion | 3.288     |
| Rotherham United     | 0:3                   | Aldershot Town         | 2.431     |
| FC Droylsden         | 1:0                   | FC Darlington          | 1.672     |
| Southend United      | 2:0                   | AFC Telford United     | 4.415     |
| Lincoln City F.C.    | 1:2                   | Kettering Town         | 3.953     |
| AFC Rochdale         | 1:2                   | FC Barnet              | 2.339     |
| Dagenham & Redbridge | 2:1                   | Hereford United        | 1.409     |
| Oldham Athletic      | 0:1                   | Cheltenham Town        | 2,552     |
| FC Altrincham        | 0:0 n. V. (2:4 i. E.) | Luton Town             | 2.397     |
| Northampton Town     | 2:5                   | Leeds United           | 3.960     |

### Zweite Hauptrunde
Die Auslosung erfolgte am 9. November 2008.
Die Spiele wurden am Wochenende vom 29. November 2008 absolviert.
|                        | Ergebnis |                      | Zuschauer |
| ---------------------- | -------- | -------------------- | --------- |
| FC Chesterfield        | 2:2      | FC Droylsden         | 5.698     |
| Peterborough United    | 0:0      | Tranmere Rovers      | 5.980     |
| Eastwood Town          | 2:0      | Wycombe Wanderers    | 1.955     |
| Notts County           | 1:1      | Kettering Town       | 4.451     |
| Leicester City         | 3:2      | Dagenham & Redbridge | 7.791     |
| AFC Barrow             | 2:1      | FC Brentford         | 3.532     |
| Bradford City          | 1:2      | Leyton Orient        | 5.065     |
| Southend United        | 3:1      | Luton Town           | 4.111     |
| Forest Green Rovers    | 2:0      | AFC Rochdale         | 1.715     |
| FC Histon              | 1:0      | Leeds United         | 4.103     |
| Scunthorpe United      | 4:0      | Alfreton Town        | 4.249     |
| Torquay United         | 2:0      | Oxford United        | 2.647     |
| Fleetwood Town         | 2:3      | Hartlepool United    | 3.280     |
| FC Morecambe           | 2:3      | Cheltenham Town      | 1.758     |
| FC Gillingham          | 0:0      | Stockport County     | 4.419     |
| FC Millwall            | 3:0      | Aldershot Town       | 6.159     |
| Carlisle United        | 0:2      | Crewe Alexandra      | 2.755     |
| AFC Bournemouth        | 0:0      | Blyth Spartans       | 4.165     |
| Kidderminster Harriers | 2:0      | Curzon Ashton        | 2.070     |
| Port Vale              | 1:3      | Macclesfield Town    | 4.684     |

Wiederholungsspiel
|                  | Ergebnis |                     | Zuschauer |
| ---------------- | -------- | ------------------- | --------- |
| FC Droylsden     | 1 2:1 1  | FC Chesterfield     | 2.824     |
| Tranmere Rovers  | 1:2 n.V. | Peterborough United | 3.139     |
| Kettering Town   | 2:1      | Notts County        | 3.019     |
| Stockport County | 1:2      | FC Gillingham       | 3.329     |
| Blyth Spartans   | 1:0      | AFC Bournemouth     | 4.040     |

### Dritte Hauptrunde
In dieser Runde treten die Mannschaften der FA Premier League (20 Teams) und die Mannschaften des Football League Championship (24 Teams) in den Wettbewerb ein.
Die Auslosung fand am 30. November 2008 statt.
Die Spiele wurden am Wochenende des 5. Januar 2009 absolviert.
|                      | Ergebnis |                         | Zuschauer |
| -------------------- | -------- | ----------------------- | --------- |
| FC Portsmouth        | 0:0      | Bristol City            | 14.446    |
| Sheffield Wednesday  | 1:2      | FC Fulham               | 18.377    |
| Preston North End    | 0:2      | FC Liverpool            | 23.046    |
| Birmingham City      | 0:2      | Wolverhampton Wanderers | 22.232    |
| West Ham United      | 3:0      | FC Barnsley             | 28.869    |
| FC Middlesbrough     | 2:1      | AFC Barrow              | 25.132    |
| Hull City            | 0:0      | Newcastle United        | 20.557    |
| Hartlepool United    | 2:0      | Stoke City              | 5.367     |
| FC Chelsea           | 1:1      | Southend United         | 41.090    |
| Manchester City      | 0:3      | Nottingham Forest       | 31.869    |
| Cardiff City         | 2:0      | FC Reading              | 12.448    |
| Ipswich Town         | 3:0      | FC Chesterfield         | 12.524    |
| Charlton Athletic    | 1:1      | Norwich City            | 12.615    |
| West Bromwich Albion | 1:1      | Peterborough United     | 18.659    |
| Torquay United       | 1:0      | FC Blackpool            | 3.654     |
| Leyton Orient        | 1:4      | Sheffield United        | 4.527     |
| FC Southampton       | 0:3      | Manchester United       | 31.901    |
| FC Millwall          | 2:2      | Crewe Alexandra         | 5.754     |
| FC Histon            | 1:2      | Swansea City            | 2.821     |
| Forest Green Rovers  | 3:4      | Derby County            | 4.836     |
| Queens Park Rangers  | 0:0      | FC Burnley              | 8.896     |
| Leicester City       | 0:0      | Crystal Palace          | 15.976    |
| Tottenham Hotspur    | 3:1      | Wigan Athletic          | 34.040    |
| Cheltenham Town      | 0:0      | Doncaster Rovers        | 4.417     |
| FC Arsenal           | 3:1      | Plymouth Argyle         | 59.424    |
| Kettering Town       | 2:1      | Eastwood Town           | 5.090     |
| Blyth Spartans       | 0:1      | Blackburn Rovers        | 3.445     |
| Macclesfield Town    | 0:1      | FC Everton              | 6.008     |
| FC Watford           | 1:0      | Scunthorpe United       | 8.690     |
| AFC Sunderland       | 2:1      | Bolton Wanderers        | 20.685    |
| Coventry City        | 2:0      | Kidderminster Harriers  | 13.652    |
| FC Gillingham        | 1:2      | Aston Villa             | 10.107    |

Wiederholungsspiel
|                     | Ergebnis |                      | Zuschauer |
| ------------------- | -------- | -------------------- | --------- |
| Bristol City        | 0:2      | FC Portsmouth        | 14.302    |
| Newcastle United    | 0:1      | Hull City            | 31.380    |
| Southend United     | 1:4      | FC Chelsea           | 11.314    |
| Norwich City        | 0:1      | Charlton Athletic    | 13.997    |
| Peterborough United | 0:2      | West Bromwich Albion | 10.735    |
| Crewe Alexandra     | 2:3      | FC Millwall          | 3.060     |
| FC Burnley          | 2:1 n.V. | Queens Park Rangers  | 3.760     |
| Crystal Palace      | 2:1      | Leicester City       | 6.023     |
| Doncaster Rovers    | 3:0      | Cheltenham Town      | 5.345     |

### Vierte Hauptrunde
Die Auslosung fand am 4. Januar 2009 statt.
Die Spiele wurden am Wochenende des 24. Januar 2009 absolviert.
|                         | Ergebnis |                   | Zuschauer |
| ----------------------- | -------- | ----------------- | --------- |
| FC Liverpool            | 1:1      | FC Everton        | 43.524    |
| Manchester United       | 2:1      | Tottenham Hotspur | 75.014    |
| Hull City               | 2:0      | FC Millwall       | 18.639    |
| AFC Sunderland          | 0:0      | Blackburn Rovers  | 22.634    |
| Hartlepool United       | 0:2      | West Ham United   | 6.849     |
| Sheffield United        | 2:1      | Charlton Athletic | 15.957    |
| Cardiff City            | 0:0      | FC Arsenal        | 20.079    |
| FC Portsmouth           | 0:2      | Swansea City      | 17.357    |
| FC Chelsea              | 3:1      | Ipswich Town      | 41.137    |
| Doncaster Rovers        | 0:0      | Aston Villa       | 13.517    |
| West Bromwich Albion    | 2:2      | FC Burnley        | 18.294    |
| Torquay United          | 0:1      | Coventry City     | 6.018     |
| Kettering Town          | 2:4      | FC Fulham         | 5.406}    |
| FC Watford              | 4:3      | Crystal Palace    | 10.006    |
| Derby County            | 1:1      | Nottingham Forest | 32.035    |
| Wolverhampton Wanderers | 1:2      | FC Middlesbrough  | 18.013    |

Wiederholungsspiel
|                   | Ergebnis |                      | Zuschauer |
| ----------------- | -------- | -------------------- | --------- |
| FC Everton        | 1:0 n.V. | FC Liverpool         | 37.918    |
| Blackburn Rovers  | 2:1 n.V. | AFC Sunderland       | 10.112    |
| FC Arsenal        | 4:0      | Cardiff City         | 57.237    |
| Aston Villa       | 3:1      | Doncaster Rovers     | 24.203    |
| FC Burnley        | 3:1      | West Bromwich Albion | 6.635     |
| Nottingham Forest | 2:3      | Derby County         | 29.001    |

### Fünfte Hauptrunde
Die Auslosung fand am 25. Januar 2009 statt.
Die Spiele wurden am Wochenende des 14. Februar 2009 absolviert.
|                  | Ergebnis |                   | Zuschauer |
| ---------------- | -------- | ----------------- | --------- |
| Sheffield United | 1:1      | Hull City         | 22.283    |
| FC Watford       | 1:3      | FC Chelsea        | 16.851    |
| West Ham United  | 1:1      | FC Middlesbrough  | 33.658    |
| Blackburn Rovers | 2:2      | Coventry City     | 15.053    |
| Derby County     | 1:4      | Manchester United | 32.103    |
| Swansea City     | 1:1      | FC Fulham         | 16.573    |
| FC Everton       | 3:1      | Aston Villa       | 35.439    |
| FC Arsenal       | 3:0      | FC Burnley        | 57.454    |

Wiederholungsspiel
|                  | Ergebnis |                  | Zuschauer |
| ---------------- | -------- | ---------------- | --------- |
| Hull City        | 2:1      | Sheffield United | 17.239    |
| FC Middlesbrough | 2:0      | West Ham United  | 15.602    |
| Coventry City    | 1:0      | Blackburn Rovers | 22.793    |
| FC Fulham        | 2:1      | Swansea City     | 12.316    |

## Sechste Hauptrunde
Die Auslosung fand am 15. Februar 2009 statt.
Die Spiele wurden am Wochenende des 7. März 2009 absolviert.
|               | Ergebnis |                   | Zuschauer |
| ------------- | -------- | ----------------- | --------- |
| Coventry City | 0:2      | FC Chelsea        | 31.407    |
| FC Fulham     | 0:4      | Manchester United | 24.662    |
| FC Arsenal    | 2:1      | Hull City         | 55.641    |
| FC Everton    | 1:0      | FC Middlesbrough  | 37.856    |

## Halbfinale
Die Auslosung fand am 8. März 2009 statt.
Die Spiele wurden am Wochenende des 18. April 2009 absolviert.
|                   | Ergebnis             |            | Zuschauer |
| ----------------- | -------------------- | ---------- | --------- |
| FC Arsenal        | 1:2                  | FC Chelsea | 88.103    |
| Manchester United | 0:0 n.V. (2:4 i. E.) | FC Everton | 88.141    |

## Finale
| FC Chelsea                                                            | FC Chelsea | FC Everton | FC Everton | Aufstellung                             |
| --------------------------------------------------------------------- | --- | --- | ---------- | --------------------------------------- |
| FC Chelsea                                                            | \| Samstag, 30. Mai 2009 um 15:00 Uhr (WESZ) in London (Wembley-Stadion) \| \| Ergebnis: 2:1 (1:1) \| \| Zuschauer: 89.391 \| \| Schiedsrichter: Howard Webb \| \| Spielbericht \|                                        | \| Samstag, 30. Mai 2009 um 15:00 Uhr (WESZ) in London (Wembley-Stadion) \| \| Ergebnis: 2:1 (1:1) \| \| Zuschauer: 89.391 \| \| Schiedsrichter: Howard Webb \| \| Spielbericht \|                                                                                | FC Everton | Aufstellung FC Chelsea gegen FC Everton |
| FC Chelsea                                                            | Petr Čech – José Bosingwa, Alex, John Terry , Ashley Cole – Michael Essien (61. Michael Ballack), John Obi Mikel, Frank Lampard – Nicolas Anelka, Didier Drogba, Florent Malouda Cheftrainer: Guus Hiddink ( Niederlande) | Tim Howard – Tony Hibbert, (46. Lars Jacobsen), Joseph Yobo, Joleon Lescott, Leighton Baines – Leon Osman (82. Dan Gosling), Phil Neville , Steven Pienaar, Tim Cahill – Marouane Fellaini, Louis Saha (75. James Vaughan) Cheftrainer: David Moyes ( Schottland) | FC Everton | Aufstellung FC Chelsea gegen FC Everton |
| FC Chelsea                                                            | 1:1 Didier Drogba (21.) 2:1 Frank Lampard (72.) | 0:1 Louis Saha (1.) | FC Everton | Aufstellung FC Chelsea gegen FC Everton |
| FC Chelsea                                                            | John Obi Mikel (63.), Frank Lampard (84.) | Tony Hibbert (8.), Phil Neville (47.), Leighton Baines (90.+4') | FC Everton | Aufstellung FC Chelsea gegen FC Everton |
| Samstag, 30. Mai 2009 um 15:00 Uhr (WESZ) in London (Wembley-Stadion) | | |            |                                         |
| Ergebnis: 2:1 (1:1)                                                   | | |            |                                         |
| Zuschauer: 89.391                                                     | | |            |                                         |
| Schiedsrichter: Howard Webb                                           | | |            |                                         |
| Spielbericht                                                          | | |            |                                         |